# 伯尔尼
伯恩（[bɛrn] ⓘ，[b̥æːrn]，[bɛʁn] ⓘ，[ˈbɛrna]，[ˈbɛrnɐ] ⓘ）位於瑞士西半部領土中央偏北之處，為僅次於蘇黎世、日內瓦、巴塞爾和洛桑的第五大城，德语区第三大城市，是伯恩州首府，亦是瑞士事实上的联邦政府所在地（联邦城市，事实首都）。城市被瑞士高原的主要河流阿勒河环绕；其舊城區今日已成為聯合國教科文組織核定的世界遺產。

## 歷史
伯尔尼最古老的定居点可能是公元前2世纪下半叶的凯尔特定居点。
伯尔尼市于1191年由采林根的贝特霍尔德五世建立，一般认为这座城市得名于一只被击退的熊。1218年，贝特霍尔德五世去世，腓特烈二世授予伯尔尼帝国自由城市的头衔。1353年，伯尔尼正式加入瑞士邦联，也成为“老八州”之一。1405年，伯尔尼被一场大火焚毁，之后进行大规模重建，砂岩建筑取代了古老的木结构建筑。1415年，伯尔尼征服了阿尔高地区，1536年入侵并占领了沃州地区，形成了当时邦联内最大的领土。伯尔尼对沃州地区的控制维持了两百多年。1528年，贝希托尔德·哈勒在伯尔尼成功引入宗教改革。
在三十年战争期间，虽然瑞士保持中立，但伯尔尼仍然建造了两个新的防御工事来保护城市，战后伯尔尼获得了完全的国家主权。1798年，法国入侵瑞士，伯尔尼在奋力抵抗后宣布投降，并失去了一部分领土。至1802年，伯尔尼重新控制之前的领土，1814年维也纳会议之后，伯尔尼获得汝拉地区的领土。1848年，伯尔尼成为新宪法之下瑞士联邦内的联邦城市（即中央政府所在地）。1857年，联邦政府终于在伯尔尼建成联邦议会大厦。
1895年，伯尔尼成为瑞士首批市政选举中采用比例代表制的城市，之后社会民主党代表成功进入市政府。由于瑞士的中立地位，第一国际和第二国际的会议很多都在伯尔尼召开，一战结束后的1919年成立了伯尔尼国际。1979年，汝拉州通过公民表决正式从伯尔尼州分离出去。
2017年，欧洲新教教会社区正式授予伯尔尼“欧洲改革之城”的称号（瑞士共有10个城市入选）。
伯尔尼的人口在1960年代到达峰值，为165000人，之后略有下降。2019年，伯尔尼人口为134591人，其中31%是常住的外籍居民。

## 地理
伯恩位處瑞士高原，毗鄰阿爾卑斯山，同時莱茵河支流阿勒河穿城而过。其山脈有古爾騰（Gurten）和班蒂格山（Bantiger），分別高864和947米。

### 氣候

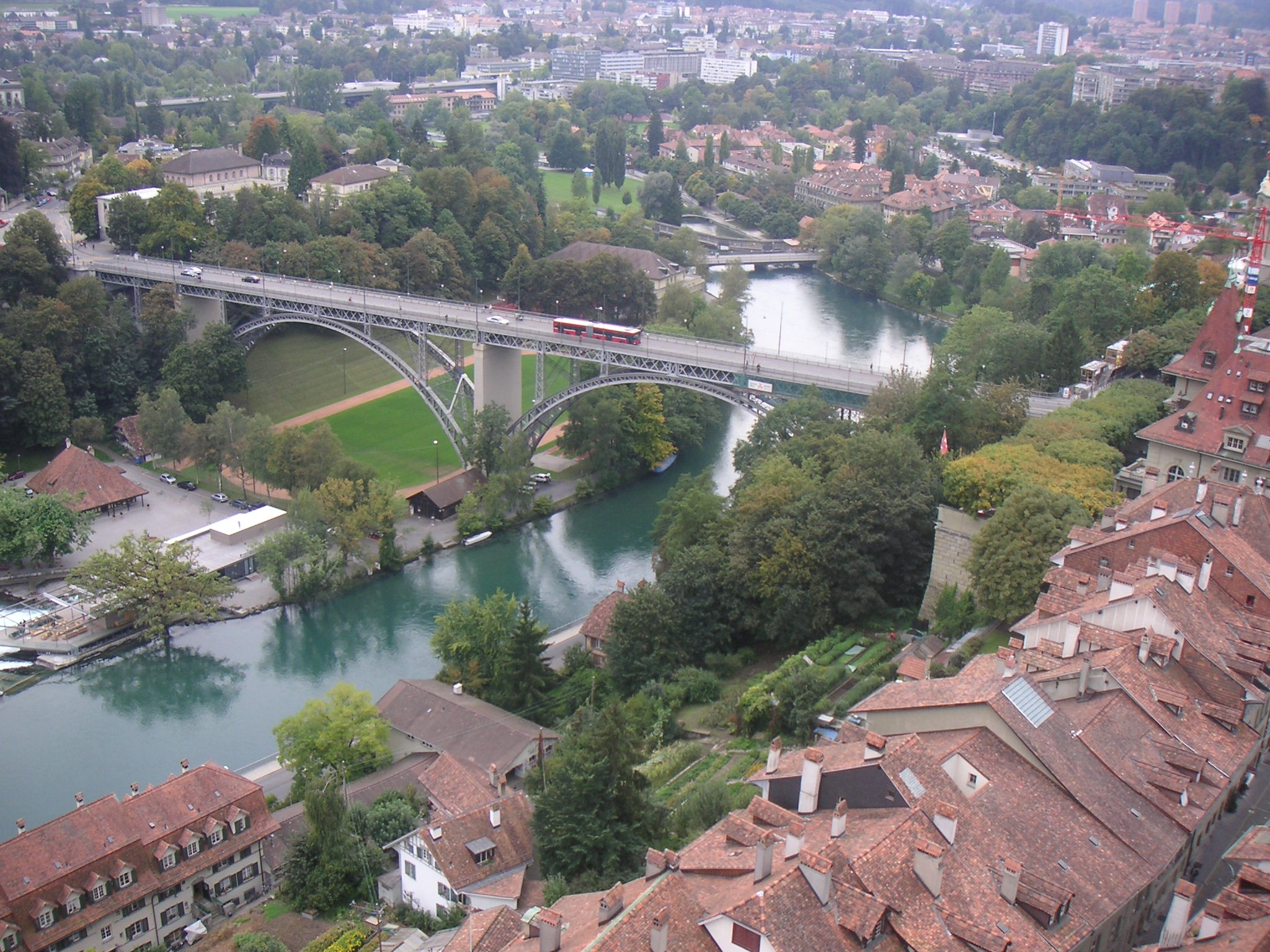
阿勒河穿越伯恩

| 伯恩               | 伯恩        | 伯恩        | 伯恩        | 伯恩        | 伯恩        | 伯恩        | 伯恩        | 伯恩        | 伯恩        | 伯恩        | 伯恩       | 伯恩        | 伯恩         |
| 月份               | 1月         | 2月         | 3月         | 4月         | 5月         | 6月         | 7月         | 8月         | 9月         | 10月        | 11月       | 12月        | 全年         |
| ------------------ | ----------- | ----------- | ----------- | ----------- | ----------- | ----------- | ----------- | ----------- | ----------- | ----------- | ---------- | ----------- | ------------ |
| 平均高温 °C（°F）  | 2.2 (36.0)  | 4.6 (40.3)  | 8.5 (47.3)  | 12.6 (54.7) | 17.2 (63.0) | 20.6 (69.1) | 23.5 (74.3) | 22.7 (72.9) | 19.4 (66.9) | 13.7 (56.7) | 7.1 (44.8) | 3 (37)      | 12.9 (55.3)  |
| 日均气温 °C（°F）  | −1.2 (29.8) | 0.5 (32.9)  | 3.7 (38.7)  | 7.3 (45.1)  | 11.5 (52.7) | 14.9 (58.8) | 17.3 (63.1) | 16.4 (61.5) | 13.3 (55.9) | 8.6 (47.5)  | 3.1 (37.6) | −0.3 (31.5) | 7.9 (46.3)   |
| 平均低温 °C（°F）  | −3.7 (25.3) | −2.4 (27.7) | −0.1 (31.8) | 3 (37)      | 6.9 (44.4)  | 10.1 (50.2) | 12.1 (53.8) | 11.7 (53.1) | 9 (48)      | 5.3 (41.5)  | 0.5 (32.9) | −2.6 (27.3) | 4.1 (39.4)   |
| 平均降水量 mm（）  | 66 (2.6)    | 58 (2.3)    | 70 (2.8)    | 84 (3.3)    | 108 (4.3)   | 120 (4.7)   | 104 (4.1)   | 113 (4.4)   | 84 (3.3)    | 73 (2.9)    | 81 (3.2)   | 67 (2.6)    | 1,028 (40.5) |
| 平均降水天数       | 10          | 9.8         | 11.3        | 11.6        | 13.7        | 11.8        | 10          | 10.9        | 8.1         | 8           | 10.1       | 10.2        | 125.5        |
| 月均日照時數       | 57          | 86          | 127         | 150         | 174         | 198         | 233         | 209         | 172         | 119         | 65         | 49          | 1,639        |
| 来源：MeteoSchweiz |             |             |             |             |             |             |             |             |             |             |            |             |              |

## 政治
伯尔尼市政委员会（德语：Gemeinderat，法语：conseil municipal）作为伯尔尼市的行政管理机构，同时也是合议机构。它由五名议员组成，每个议员同时主持一个包含多个部门（局）的理事会。其中行政部门的理事长就任为伯尔尼市长。
2021年到2024年的市政委员会组成
- 市长——阿莱克·冯·格拉芬里德（绿色自由名单（德语：Grüne Freie Liste））

- 副市长——雷托·瑙泽（中间党 (瑞士)）

- 弗兰齐斯卡·托伊舍（绿色联盟（伯尔尼州）（德语：Grünes Bündnis (Bern)））

- 玛丽埃克·克鲁伊特（社会民主党）

- 米哈伊尔·埃贝索尔德（社会民主党）

伯尔尼市议会（德语：Stadtrat）由80名议员组成，其中最大的党派是瑞士社会民主党，共占有23个席位。

## 文化

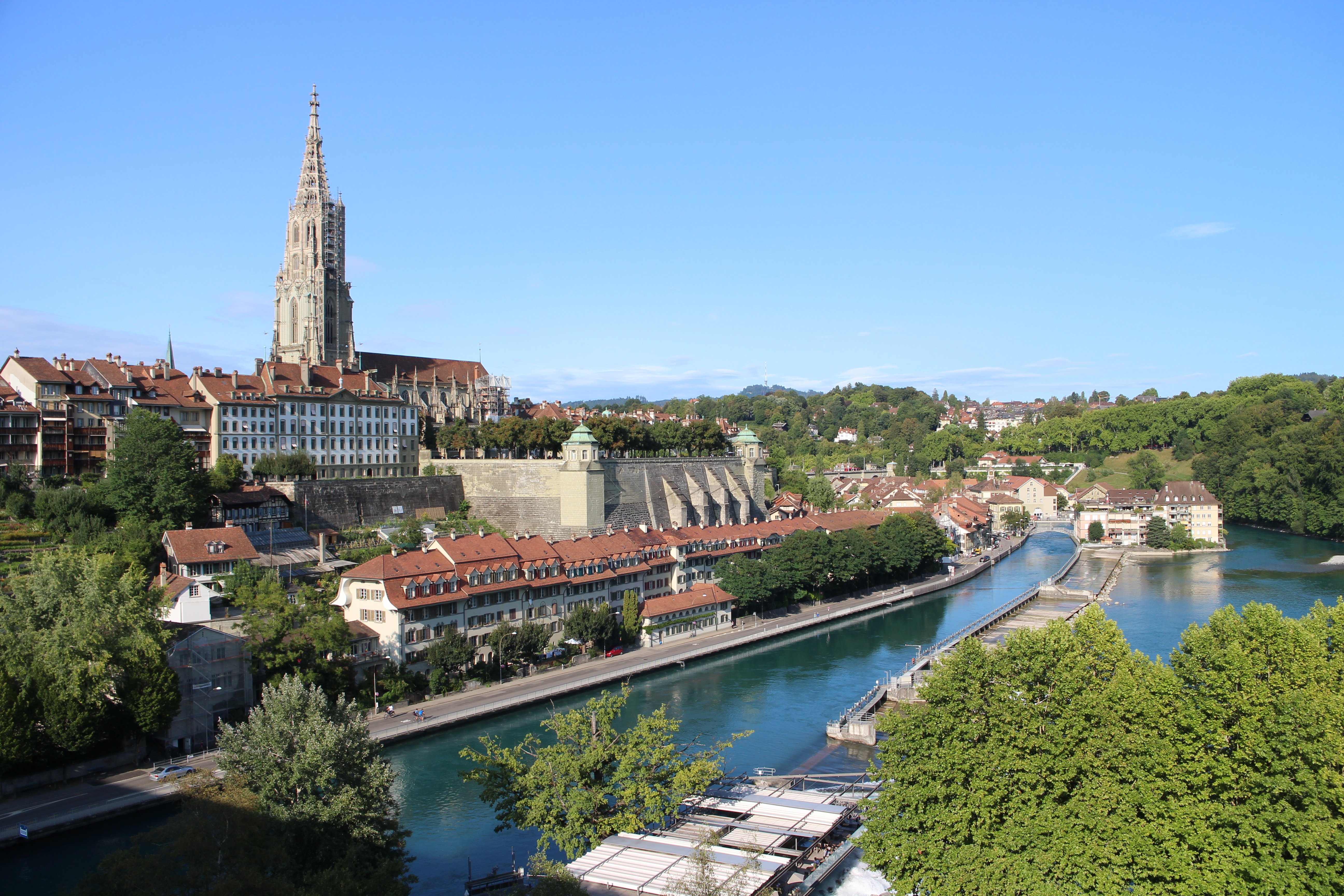
伯恩舊城

伯尔尼 拥有众多的歌剧院、剧院和乐团。同时还有大量的电影院、夜总会和舞厅。另外伯恩亦設有各項博物館，例如伯恩歷史博物館。

## 观光
伯尔尼老城在1983年被列为世界遗产，因此伯尔尼是瑞士重点观光城市。
重要景点包括：
- 15世纪延续至今的伯尔尼老城

- 钟塔

- 玫瑰园（Rosengarten）

- 伯尔尼大教堂

- 联邦宫，参观需要护照。[7]

- 熊园（英语：Bärengraben），伯尔尼的象征——熊居住在其中。

- 伯尔尼历史博物馆

- 爱因斯坦之家（英语：Einsteinhaus）

## 交通
伯尔尼车站位于城中心。伯爾尼－貝爾普機場（Berne-Belp Airport）位于城市东南9公里处，与柏林、维也纳、慕尼黑、巴黎通航。从伦敦赴伯尔尼最快的路径是搭航班至巴塞尔，再转火车。市内公共交通主要由无轨电车、有轨电车、地铁和公共汽车组成。

## 节庆
- 巷道狂歡節:每年2月
- 伯尔尼国际爵士音乐节：每年5月
- 國際伯爾尼舞蹈節8月至9月
- 洋蔥市集11月的最後一個星期一

## 著名伯恩人
- 科学家阿尔布雷希特·冯·哈勒（英语：Albrecht_von_Haller）
- 诗人Albert Bitzius
- 政治家列宁（1914-1917居住在伯尔尼）
- 艺术家保罗·克利
- 艺术家Ferdinand Hodler
- 棒球运动员奥托·海斯（英语：Otto Hess）
- 艺展策划人哈罗德·塞曼
- 儿童文学作家卢卡斯·哈特曼（英语：Lukas Hartmann），瑞士联邦前主席索马鲁加的丈夫。
- 歌手卢卡.汉尼，流行音乐歌手

## 友好城市
出于维护中立地位，伯尔尼并不设置任何友好城市或者姊妹城市。但在2008年欧锦赛期间，曾短暂与萨尔茨堡建立友好关系（因该届欧锦赛由瑞士和奥地利联合举办）。

## 杂项
1886年，伯尔尼保护文学和艺术作品公约在此签署。1905年，德国出生的爱因斯坦在伯尔尼专利局工作期间，提出了狭义相对论。1907年，在專利局辦公室內，透過電梯自由墜落的想像，首次得到广义相对论理論核心的等效原理。